# França
França (pravo ime Françoaldo Sena de Souza), brazilski nogometaš, * 2. marec 1976, Codó, Brazilija.
Za brazilsko reprezentanco je odigral 8 uradnih tekem in dosegel en gol.